# Arroyo Sauce del Timote
El arroyo Sauce del Timote  es un curso de agua uruguayo que atraviesa el departamento de  Florida  perteneciente a la cuenca del Plata.
Nace en la Cuchilla de Castro, desemboca en el arroyo Timote tras recorrer alrededor de 18 km.